# Kasteel van La Rivière-Bourdet
Het Kasteel van La Rivière-Bourdet (Frans: Château de la Rivière-Bourdet) is een kasteel in de Franse gemeente Quevillon.